# Fritz Lindblom
Fritz Gustav Lindblom, född 22 januari 1939 i Uppsala församling, är en svensk före detta friidrottare (stavhopp).

## Främsta meriter
Lindblom innehade det svenska rekordet i stavhopp 1964–1965 samt i en kort period ytterligare 1965.

## Idrottskarriär (friidrott)
Den 30 augusti 1964 slog Fritz Lindblom Tapio Mertanens svenska rekord i stav från tidigare det året genom att hoppa 4,70 i Stockholm. Han förlorade rekordet åter till Mertanen 1965.
Den 9 augusti 1965 i Västerås återtog han rekordet genom att hoppa 4,77. Han skulle dock åter förlora rekordet senare samma år till Mertanen.